# Smedsåstjärnen
Smedsåstjärnen är en sjö i Krokoms kommun i Jämtland och ingår i Indalsälvens huvudavrinningsområde. Sjön har en area på 0,103 kvadratkilometer och ligger 316 meter över havet.

## Delavrinningsområde
Smedsåstjärnen ingår i det delavrinningsområde (702616-142501) som SMHI kallar för Mynnar i Näldsjön. Medelhöjden är 336 meter över havet och ytan är 6,58 kvadratkilometer. Räknas de 2 avrinningsområdena uppströms in blir den ackumulerade arean 8,26 kvadratkilometer. Vattendraget som avvattnar avrinningsområdet har biflödesordning 3, vilket innebär att vattnet flödar genom totalt 3 vattendrag innan det når havet efter 267 kilometer. Avrinningsområdet består mestadels av skog (72 procent) och jordbruk (10 procent). Avrinningsområdet har 0,11 kvadratkilometer vattenytor vilket ger det en sjöprocent på 1,6 procent.